# Física estadística

Moviment brownià d'una partícula.

La física estadística és una branca de la física que usa mètodes de la teoria de la probabilitat i de l'estadística, en particular les eines de la matemàtica per estudiar grans poblacions i aproximacions en la resolució de problemes de la física. Pot descriure una àmplia varietat de camps amb una naturalesa inherent estocàstica. les seves aplicacions inclouen molts problemes en els camps de la física, biologia, química, neurologia, i fins i tot en ciències socials com la sociologia. El seu objectiu principal és clarificar les propietats de la matèria en agregats, en termes de lleis físiques que regeixen el moviment atòmic.
Explica el comportament i l'evolució de sistemes físics que comporten un gran nombre de partícules. Aquests constituents poden ser àtoms molècules, ions, electrons, fotons neutrins o partícules elementals. Aquests constituents i les interaccions entre ells, són en general descrits per la mecànica quàntica, però la descripció macroscòpica del conjunt no apel·la directament a la mecànica quàntica. De fet, aquesta descripció macroscòpica, en particular la termodinàmica s'obté en part abans del desenvolupament de la mecànica quàntica en tant que teoria física, essencialment durant la segona meitat del segle xix.
Es distingeix la física estadística d'equilibri (en el sentit de l'equilibri termodinàmic), del qual tracta aquest article, de la física estadística fora de l'equilibri.
En particular, la mecànica estadística desenvolupa els resultats fenomenològics de la termodinàmica des d'un examen probabilístic dels sistemes microscòpics. Històricament, un dels primers temes en la física van ser els mètodes estadístics aplicats al camp de la mecànica, en el moviment de partícules o objectes subjectes a una força.

## Història
La física estadística (anomenada també «termodinàmica estadística») va ser introduïda inicialment sota la forma de la teoria cinètica dels gasos a partir de mitjan segle xix, principalment per Kelvin, Maxwell i Boltzmann. Aquesta primera aproximació mirava de proposar un model simple de la matèria a l'escala atòmica, i en particular de les col·lisions entre àtoms i molècules, per reproduir el comportament de certes quantitats macroscòpiques. Va ser en aquesta època quan la interpretació de la pressió com a mesura de la quantitat de moviment dels constituents d'un gas es va formalitzar.
La mecànica estadísitca va ser formalitzada l'any 1902 per Gibbs, el seu formalisme va permetre generalitzar i justifica a posteriori els principis de la termodinàmica d'equilibri.
Les primeres extensions de la física estadística, comparada amb la mecànica estadística, van ser les propietats de l'electricitat i el magnetismes de la matèria dins els models, van permetre la descripció de la transicions de fase en els materials magnètics o dielèctrics, com la transició ferromagnètica.
Una altra etapa important va ser la modificació de les fórmules estadístiques, entre els anys 1920 i 1930, per tenir en compte els efectes de la indiscernabilitat a nivell quàntic de les partícules (principi d'exclusió de Pauli). Aquesta modificació va ser efectuada per Bose i Einstein pels sistemes de partícules de spin enter (bosons) i per Fermi i Dirac pels sistemes de partícules spin semi enter (fermions).

### Postulat fonamental

#### Enunciat
El postulat fonamental de la física estadística d'equilibri (també conegut com el postulat de les probabilitats a priori iguals) és:
| Estan donat un sistema aïllat en equilibri, aquest es troba amb probabilitats iguals dins cadascun dels seus micro-estats accessibles. |

Aquest postulat és una hipòtesi fonamental en física estadísitca: significa que un sistema no té pas preferència per no importa quin dels seus micro-estats accessibles. Estan donats Ω microestats a energia donada, la probabilitat que el sistema es trobi en un microestat particular és p = 1/Ω. Aquest postulat, necessari, permet conclure que per un sistema en equilibri, l'estat termodinàmic (el macroestat) que pot resultar del nombre més gran de microestats també és el macroestat el més probable del sistema.
Es tracta d'un salt en l'abstracció que permet totes les generalitzacions. El model s'aplica a priori a tot sistema que posseeixi un mecanisme de redistribució estadística de l'energia a nivell microscòpic.